# Петерс, Эрнст Карлович
Эрнст Карлович Петерс (1813—1891) — генерал-лейтенант, участник Крымской войны.

## Биография
Родился 19 февраля (3 марта) 1813 года в дворянской семье, лютеранин. Воспитывался в Курляндии, в одном из частных заведений. Затем, мальчиком, поступил на военную службу помощником фейерверкера. Участвовал в событиях 14.12.1825 на Сенатской площади Санкт-Петербурга, в артиллерийских частях, на стороне Николая I. После войсковых обучений 19 января 1829 г. был произведён в фейерверкеры 3-й артиллерийской бригады.
Эрнст Петерс принимал участие в подавлении Польского восстания 1831 года. Сражался в боях под Минском, Вавером и Гроховым. За проявленную отвагу и мужество был награждён Знаком отличия Военного Ордена святого Георгия (Георгиевским крестом) № 53350 и 26 мая 1831 года был произведён в прапорщики. Затем Эрнст Петерс отличился в сражении при Остроленке, за что получил Орден Святой Анны 4-й степени «За храбрость», и 17 марта 1833 г. был переведён в 20-ю артиллерийскую бригаду, где 23 июля 1834 г. произведён в подпоручики.
В 1836 г. Петерс перешёл в 15-ю конно-батарейную батарею, в 1837 — в конно-резервную № 8 батарею, в 1841 г. получил чин штабс-капитана, в 1842 г. перешел в конно-лёгкую № 12 батарею, а 10 августа 1842 года прикомандирован к лейб-гвардии конной артиллерии, где 7 декабря 1843 г. он получает чин гвардии поручика. В 1844 году его производят в штабс-капитаны, а в 1847 году в капитаны. Э. К. Петерса 21 апреля 1848 г. назначают с производством в подполковники полевой конной артиллерии командиром конно-артиллерийской № 26 батареи и производят в полковники 24 мая 1849 года.
В 1854 г., с началом Восточной войны, он принял участие в движении русских войск в Молдавии. 3 августа 1855 года Петерс назначается командиром 5-й конно-артиллерийской бригады.
По поводу Крымской войны Э. Петерс писал в личном деле: «В 1855 году участвовал во 2-й компании в Крыму против войск Турции, Англии, Франции и Сардинцев, во время которой, находясь сперва в отряде генерал-лейтенанта барона Врангеля, был, 13 мая (1855 года) при высадке неприятеля у г. Керчи и отступлении от этого пункта, и потом, присоединяясь к главным силам войск, расположенных близ Севастополя на р. Бельбек. Был в сражении 4 августа (1855 года) на р. Чёрной и на Федюхиных высотах, а после того в Южной Бессарабии с 27 октября 1855 г. по 15 июля 1856 г.»
За 25 лет службы 26 ноября 1855 года получил орден Св. Георгия 4-й степени (№ 9675 по кавалерскому списку Григоровича — Степанова); 26 августа 1856 года был произведён в генерал-майоры, а 12-го января 1863 его назначают командиром резервной конно-артиллерийской бригады.
В дальнейшем занимал последовательно должности: начальника 2-й сводной резервной артиллерийской дивизии с 26 марта 1863 года, а с 2 декабря 1863 года по 10 августа 1864 года начальника резервной артиллерии.
Был произведён 30 августа 1864 года в генерал-лейтенанты, с 1 октября 1864 года — помощник начальника артиллерии Одесского, а с 26 января 1865 года — начальник артиллерии Харьковского военных округов.
Генерал Э. К. Петерс В 1870 году был награждён Орденом Святого Владимира 2-й степени. С 1879 года состоял в полевой конной артиллерии и числился в запасных войсках. 5 марта 1883 года окончательно переведен в запас.
Петерс Э. К. создал семью только после выхода в запас и возвращения из Харькова в Петербург. Жена — Елена (Хелена) Александровна Петерс (фон Адеркас) — 1854—1932 г. Дети — Петерс Лидия Эрнестовна- 1883—1945 , Петерс Владимир Эрнестович-1882-1909 воспитанник Пажеского корпуса, прошение о зачислении в общий III класс подано Еленой Александровной Петерс в 1895 году, в прошении не отказали. Закончил учебу по первому разряду, корнет гусарского 13 Нарвского полка, Петерс Николай Эрнестович-1886-1933, воспитанник Пажеского корпуса.поручик. Чиновник Петроградского Почтамта. Первая экспедиция.
Э. К. Петерс был похоронен в Петербурге в октябре месяце 1891 года. Адрес проживания — Петербург, Б. Сампсониевский пр. 16. (адресная книга Петербурга 1895 г.), после его смерти там проживала его вдова, Елена Александровна Петерс (фон Адеркас).
По ее свидетельству похороны были пышными и обошлись в несколько сот рублей. (арх. ЦГВИА СМГШ, отд., 6 стол 4, № 538. Прошение вдовы Е. А. Петерс от 18.10.1891).
Е. А. Петерс была внучкой Псковского гражданского губернатора Бориса Антоновича фон Адеркаса (Беренд Отто фон Адеркас 1775—1831). Известна эпиграмма А. С. Пушкина на фон Адеркаса, написанная, после неудачного посещения им псковского трактира:
Господин фон Адеркас,

Худо кормите вы нас.

Вы такой же ресторатор,

Как великий губернатор.
Брат Эрнста Карловича артиллерист генерал-лейтенант Петерс Амплий Карлович, командующий артиллерией Московского военного округа с 23.12.1869 до 28.03.1879 года.